# 博報堂DYホールディングス
株式会社博報堂DYホールディングス（はくほうどうディーワイホールディングス、英: Hakuhodo DY Holdings Inc.）は東京都港区赤坂に本社を置く、広告代理店を中心とする博報堂DYグループの純粋持株会社。東証プライム市場の上場企業。

## 歴史
参照：
- 2003年10月1日 - 博報堂、大広、読売広告社の共同株式移転により、株式会社博報堂DYホールディングスが発足。
- 2003年12月1日 - 完全子会社3社のメディア事業を統合、博報堂DYメディアパートナーズが誕生した。
- 2005年2月16日 - 東証第一部市場に上場[3]。
- 2008年3月10日 - 本社事務所およびグループ会社の本社事務所を、赤坂サカス内赤坂Bizタワーに移転。
- 2009年2月19日 - 連結子会社の博報堂が、デジタル・アドバタイジング・コンソーシアム（DAC）の第三者割当増資を引受け、同社を連結子会社化[4]。
- 2016年10月3日 - 連結子会社のDACとアイレップの共同株式移転により、D.A.コンソーシアムホールディングス（D.A.C HD）を設立[5][6]。
- 2021年4月1日 - ウェルネス分野に特化した広告事業の子会社として、Hakuhodo DY Matrixを設立[7]。
- 2022年4月4日 - 東証の市場区分見直しに伴い、プライム市場に移行[8]。
- 2024年4月1日 - 連結子会社のD.A.C HD、DAC、アイレップの統合に伴い、博報堂DYグループのデジタルコアとして、Hakuhodo DY ONEが誕生[9][10]。
- 2024年4月11日 - バイオ研究所の慶應義塾大学先端生命科学研究所との間で、包括的な連携協定を締結[11][12]。
- 2024年8月1日 - 社内ベンチャープログラムへの投資を目的とした子会社（特別目的会社）として、Ventures of Creativity（VoC社）を設立[13][14]。
- 2024年10月24日 - グローバルSIMカードを手掛けるビリオン・コネクト・ジャパン社との間で、戦略的パートナーシップを締結したことを発表[15]。
- 2024年11月6日 - 連結子会社のVoC社がアニメ広告制作支援の子会社として、ZETTAI WORKSを設立[16]。
- 2025年3月31日 - 連結子会社のHakuhodo DY Matrixが解散、清算結了[17]。
- 2025年4月1日 - 連結子会社の博報堂が、博報堂DYメディアパートナーズの事業を統合[18]。

## AD+VENTURE
AD+VENTUREとは、博報堂グループ内の正社員から新規ビジネスの提案を集めるのと同時に、深刻化していた優秀な人材の社外流出引き留めを図るする事を目的とし、審査に通過したビジネスアイディアの事業化を目指す制度。
グループの社員からビジネスアイディアを募集し審査を行う。審査を通過した社員は、事業化のための体制構築を行ったうえで会社を興し、1年間のテストマーケティングを行う。テストマーケティング期間後、会社化した際に定めた業績評価指標を達成できたかを審査し、達成できたと判断された場合は、事業が継続される。逆に達成できなかった場合は、博報堂グループの社員として戻る。失敗しても戻れるという、ある意味「過保護」な制度である。
AD+VENTUREを利用して、2014年に起業された会社を以下に挙げる。
NEWSY
気になる話題を独自調査して報じるニュースサイト「Sirabee（しらべぇ）」、そして女性向けサイト「fumumu（フムム）」を運営する。
設立から2年後、設立者が経営から離れると同時に博報堂DYグループと資本関係を解消した。
その後業績低迷。
同社設立者のタカハシマコトが代表取締役に再就任し同社指揮運営。
6700万以上のPVを誇る人気サイトに急成長。
2024年4月1日付で、ニュースサイト「Sirabee（しらべぇ）」と女性向けサイト「fumumu（フムム）」をデジタルメディアグループであるメディアジーン（Mediagene）へ譲渡し、事業移管しました。
iichi
日本の個人作家と消費者をつなぐ消費者間取引サイトの運営会社。
オールブルー
日本のアイドルの最新動向を世界に発信する情報サイト「Tokyo Girls' Update」を運営する。

## 主要グループ企業
- 博報堂（米オムニコムグループ傘下のTBWAと合弁会社を持つ）
- 大広（米インターパブリック・グループと業務提携）
- 読売広告社
- Hakuhodo DY ONE
- ソウルドアウト
- IDEO - 博報堂DYグループの持分法連結の対象[25]